# Real Madrid Basket
Real Madrid Basket é um time de basquete profissional espanhol fundado em 1932 como um departamento do Real Madrid Club de Fútbol. Ele joga a Liga Espanhola de Basquetebol.
O sucesso do time nos gramados acontece também nas quadras. É o clube mais bem sucedido da Espanha e de toda Europa. O time já venceu a Liga Espanhola de Basquetebol 37 vezes (recorde) sendo 7 e 10 vezes consecutivas. Já venceram também 29 vezes a Copa da Espanha (recorde) e 5 vezes o Campeonato Mundial Interclubes de Basquete (recorde).
Outro recorde é de ser o time mais vezes campeão da Euroliga (11 vezes) além de terem ganho duas Tríplice Coroas.

## História

### Criação da Secção - Baloncesto (1931-1940)
A Secção de Basquetebol do Real Madrid Club de Fútbol se deu em 8 de março de 1931 por Angel Cabrera, espanhol que já havia praticado o esporte durante sua estada na Argentina e conseguiu junto a diretoria do clube que a modalidade fosse praticada. Nesta data foi publicado no Diário ABC  que o Real Madrid tinha a seção e que os interessados em praticar a modalidade deveriam comparecer na direção.
A Basquetebol ainda era uma novidade de certa forma na Espanha, havia sido jogado primeiro na Catalunha, mas não tardava em chegar em Madrid. Angel Cabrera que havia introduzido o esporte no clube também se tornou o primeiro secretário da Federação Espanhola de Basquete e também primeiro técnico da Seleção Espanhola de Basquetebol.
Em 1932 o Real Madrid terminou em 2º Lugar o Campeonato da Castela perdendo para o Rayo Club de Madrid, dando início a primeira grande rivalidade do clube sendo que durante vários anos os dois rivalizaram para decidir o melhor da Região e em 1933 a final foi repetida, mas com resultado positivo para o Real Madrid. Primeiro título veio com a ajuda do filipino Juan Castellví  com placar de 22-16. Nesta equipe também figuravam Braña, Máximo Arnáiz, "Tano" Ortega e Juan Negrín (filho do ex-presidente da II República).
Real Madrid e Rayo Madrid se encontraram novamente na final do Campeonato Espanhol de  Basquete, desta vez com vitória do Rayo, e esses grandes encontros continuaram até 1941 quando o Rayo foi desativado.
Os tempos eram muito diferentes dos atuais onde os grandes clubes disputam jogos em grandes arenas climatizadas, o Real Madrid nos primeiros anos jogava num terreno próximo ao seu estádio e os curiosos e fãs se exprimiam ao redor da quadra. Em 1933 o Frontón Ricoletos, recinto para a prática de Pelota basca foi convertido para acolher as partidas de basquetebol, porém aquém ao amadorismo dos primeiros anos com atletas de chinelos e boinas, 14.500 pessoas lotaram a Plaza de Toros Goya em abril de 1933.

### Consolidação (1941-1950)
Com a desativação do rival, Rayo Madrid, os irmãos Pedro e Emílio Alonso, juntamente com o primo Cláudio, foram jogar no Real Madrid e transformaram-se de terríveis rivais para poderosos aliados.  Impulsionado por atletas oriundos de antigas colônias, os Alonsos era cubanos, o Real Madrid conquistou o tri-campeonato de Castela entre os anos de 1942 e 1944, feito que foi repetido no fim dos anos 1940 entre 1948 e 1950, afirmando-se como a potência do centro do país.
A força motriz da equipe nesta época vinha de filhos de emigrantes que estavam estudando na capital, eram de Porto Rico, Filipinas e Cuba, que já possuíam familiaridade com o esporte, visto que estes países tinham mais proximidade com a cultura estadunidense e canadense que foram os berços do basquetebol. Os títulos dos anos 40 tiveram a assinatura de Juan Castellví, Edy-Hernández-Villamil e Kaimo que eram filipinos, Freddy Borrás que era porto-riquenho e os cubanos Pedro, Emílio e Claudio que tinham ascendência basca.

### Sucesso com Raimundo Saporta e Ferrandíz (1951-1960)
Em 1952 durante as comemorações das Bodas de ouro do Real Madrid Santiago Bernabéu, então presidente do clube, buscou junto a Jesús Querejeta então presidente da Federação sugestões de como promover um evento de basquetebol e este aconselhou conversar com o jovem Raimundo Saporta. A história do clube conta que o sucesso da empreitada foi tamanho que Bernabéu não hesitou em contratá-lo.
Saporta tornou-se personagem chave para o Real Madrid, mas principalmente com atenção ao basquetebol, tanto que insistiu na criação da Liga Espanhola de Basquete em 1957 e a Taça dos Campeões Europeus em 1958, competições em que o Real triunfou. Seu desejo sempre foi que os melhores jogassem no Real Madrid e que a secção de basquete igualasse os feitos do futebol.
Outra figura que engrandeceu os feitos do Real Madrid Baloncesto foi o alicantino Pedro Ferrandíz que já havia treinado equipes secundárias do clube, na Temporada 1958-1959 assume a equipe principal e de maneira inteligente e astuta conquista 4 Euroligas, 12 Ligas Espanholas e 11 Copas do Rei em 13 temporadas no banco madridista.

#### O caldeirão Fiesta Alegre
Em 1953 mudou de casa e foi para o Frontón Fista Alegre onde permaneceram por 15 anos. Os madridistas consideravam o local um verdadeiro caldeirão por causa do tamanho reduzido do lugar, o calor que era amplificado por causa do piso de concreto e a pressão de 2500 espectadores cantando coros. Neste local os torcedores testemunharam grandes reviravoltas, superações e títulos. Sendo que lá o Real Madrid conquistou as primeiras Euroligas.

#### Primeiras Aventuras na Taça dos Campeões
A estreia do Real Madrid na Euroliga deu-se em 12 de março de 1958 na condição de campeão espanhol contra o campeão de Portugal, FC Barreirense, vencendo ambos os jogos: o primeiro na cidade do Barreiro por 68-51 e o segundo em Madrid por 86-40, classificando-se para a eliminatória seguinte onde eliminou o Royal IV SC Anderlechtois da Bélgica. Na fase seguinte foi porém obrigado abandonar a competição pois o governo espanhol proibira-os de viajar para a União Soviética e enfrentar o ASK Riga. O fato voltou a acontecer nas semifinais Copa dos Campeões Europeus 1960-61, porém Saporta já tinha um plano e levou o jogo para um campo neutro onde no resultado agregado o ASK Riga novamente se classificou.

### Primeiras Conquistas Internacionais (1961-1970)
Um fato histórico aconteceu na Temporada 1961-62 quando o Real Madrid foi o primeiro clube da Europa Ocidental a fazer a uma final da antiga Taça dos Campeões, até então dominada por equipes do Leste Europeu especificamente os soviéticos. Na final de 62 foram superados pelo BC Dinamo Tbilisi e em 63 pelo CSKA Moscou, porém a história foi diferente na temporada 1963-64 pois os soviéticos não competiram na Taça dos Campeões para poderem se dedicar na preparação para os Jogos Olímpicos de Verão de 1964 e com o caminho livre o Real Madrid chegou a final contra o Spartak Brno. Ferrandíz na ocasião era o diretor de basquetebol do clube e coube a Joaquín Hernández dirigir a equipe que venceu no Fiesta Alegre por 20 pontos de vantagem inscrevendo o nome do clube que ajudou a fundar a competição.
No retorno dos soviéticos a competição em 1965, o Real Madrid ratificou a condição de melhor time do continente ao bater na final o poderoso CSKA Moscou com atuação marcante de Emiliano e Luyk.
Pedro Ferrandíz fez várias viagens para os Estados Unidos onde além de buscar inovações táticas, também buscava jogadores para compor o elenco e desta forma trouxe nomes como Wayne Hightower (1961-62), Clifford Luyk (1962), Wayne Brabender (1967) e Walter Szczerbiak (1973). Outro fator que fazia de Ferrandíz um grande estrategista era usar o regulamento a seu favor como na ocasião do jogo de ida das oitavas de final contra o Pallacanestro Varese, jogo empatado e bastante duro, seu time estava esgotado fisicamente e eram os segundos finais, se o jogo fosse para a prorrogação provavelmente o Varese venceria e por larga vantagem. Foi quando Ferrandíz instruiu Lorenzo Alocén a fazer uma cesta "contra", pois assim o jogo terminaria com vitória de apenas dois pontos para o Varese e seria fácil de reverter no jogo seguinte.  Depois desse incidente a FIBA decidiu mudar a regra.
Foi em 6 de janeiro de 1966 que a secção recebeu uma casa exclusiva para o basquetebol Ciudad Deportiva del Real Madrid, mais tarde renomeado para Pavilha Raimundo Saporta em homenagem ao presidente recém falecido,  a arena tinha capacidade para 5200 espectadores, o dobro da capacidade da Fiesta Alegre. Na fundação também surgiu o Torneio Navidad  (Torneio de Natal) que contou nesta ocasião com o arqui-rival europeu Ignis Varese, Corinthians do Brasil e o Jamaco Saint dos Estados Unidos. Em agosto de 2004 toda a Ciudad Deportiva foi demolida para dar lugar a um centro financeiro com quatro Arranha-céus.
O saldo desta década prodigiosa foi 4 Copas dos Campões Europeus, 9 Ligas Espanholas, 6 Copas do Rei e 4 Torneio de Natal.

### Continuação do Reinado (1971-1980)
O domínio nacional e internacional prosseguiu na década de 70 com Ferrandíz dirigindo a equipe e sendo sucedido por Lolo Sainz. Conquistas em seguidas temporadas transformaram o Real Madrid na equipe mais laureada em toda a Europa
A geração campeão nos anos 60 estava por se aposentar e jogavam menos tempo nas partidas, mas apareciam outros jovens promissores. Ferrandíz cedeu lugar para Sainz  que era seu treinador adjunto, Emiliano saiu da equipe em 1973 e em 1974 surgiu um garoto atrevido vindo das categorias de base chamado Juan Antonio Corbalán. Durante a disputa da final da Taça dos Campeões de 1974 Cabrera foi excluído por faltas, Ferrandíz confiou em Corbalán e este não decepcionou. O Real Madrid sagrou-se campeão e Corbalán seria o líder natural da equipe nos próximos anos.
Entre os anos de 1970 e 1975 o Real Madrid conquistou todas as Ligas espanholas e as Copas do Rei que disputou, sendo que entre 1972 e 1975 manteve um tabu de 88 jogos sem perder na Liga.

#### Um Rival à altura
Com o Real Madrid disparando como um trem desgovernado em competições nacionais e internacionais, os fãs do esporte viram um rival surgir e com muita força se impor como grande oponente do Real Madrid, este grande clube era o Ignis Varese. Presidido pelo Comendador Giovanni Borghi que patrocinou a equipe por longos anos, emprestou o nome de sua empresa ao clube e trocou as cores da equipe. Capitaneados por Dino Meneguin, o Ignis Varese chegou a quatro finais contra o Real Madrid, sendo duas taças para cada um, no último encontro entre as duas equipes se deu em Munique em 1978 com ambos empatados em cinco títulos europeus cada um. O Real Madrid venceu, alcançando o sexto título, desbancando o Real Madrid Club de Fútbol que na época tinha cinco conquistas.

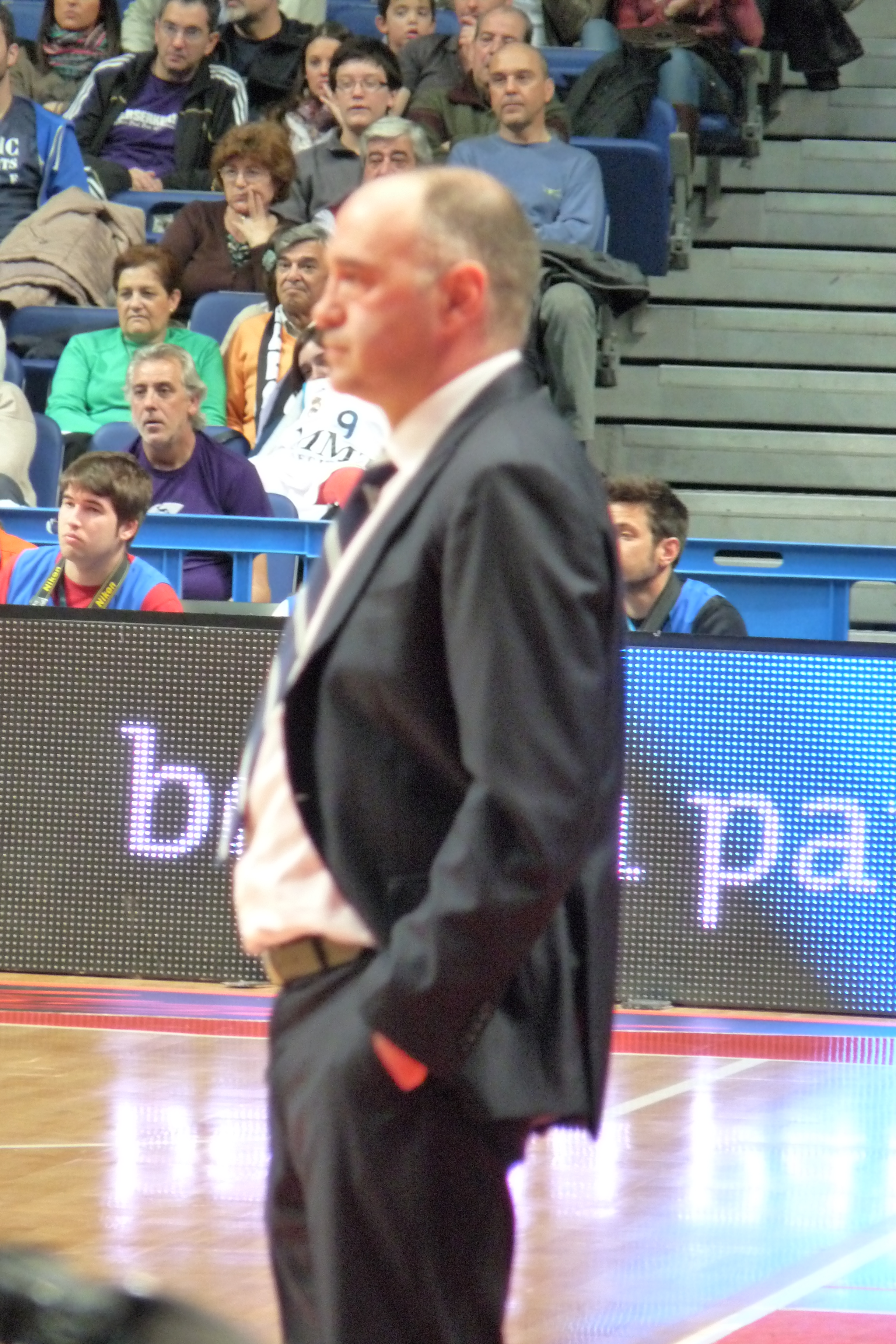
Pablo Laso jogador do Real Madrid entre 1995-98 e atual técnico da equipe principal

## Uniforme
| Casa | Visitante |

## Títulos
| Temporadas na Liga ACB                             | 62  | Todas       |
| Melhor clasificação na Liga ACB                    | 1º  | 34 vezes    |
| Pior clasificação na Liga ACB                      | 10º | 2002-03     |
| Ranking Histórico                                  | 1º  | 117 equipes |
| Dados atualizados ao término da temporada 2017-18. |     |             |

| Temporadas na Copa da Europa                      | 49             | 11 ausências |
| Melhor classificação na Copa da Europa            | Campeão        | 10 vezes     |
| Pior clasificação na Copa de Europa               | Fase de grupos | 2002-03      |
| Ranking Histórico                                 | 1º             | 70 equipes   |
| Dados atualizados no início da temporada 2018-19. |                |              |

1. ↑  Participantes en la historia de la Liga Española, incluyendo equipos antes de fusionarse o desaparecer
2. ↑  Datos incompletos. Solo figuran los participantes de la historia de la Euroliga (2000-12).

| Competições Nacionais e Internacionais | Títulos    | Organismo            | Ámbito                     |
| -------------------------------------- | ---------- | -------------------- | -------------------------- |
| Campeonato de Liga                     | 37         | FEB-ACB              | Nacional                   |
| Copa de España                         | 27         | FEB-ACB              | Nacional                   |
| Supercopa da Espanha                   | 4          | FEB-ACB              | Nacional                   |
| Copa de Europa (Euroliga)              | 11         | FIBA-Euroliga (ULEB) | Internacional (Europeu)    |
| Campeonato Mundial Interclubes         | 5          | FIBA-Euroliga (ULEB) | Internacional (Mundial)    |
| Eurocup ULEB                           | 1          | ULEB1                | Internacional (Europeu)    |
| Recopa de Europa                       | 4          | FIBA                 | Internacional (Europeu)    |
| Copas Korać                            | 1          | FIBA                 | Internacional (Europeu)    |
| Copa Latina                            | 1          | FIBA                 | Internacional (Europeu)    |
| Torneo Internacional ACB2              | 3          | ACB-FEB              | Internacional-Europeu      |
| Total                                  | 90 Títulos | Oficiais             | Nacionais e Internacionais |

Nota 1: Desde 2004 a ULEB já está integrada dentro da FIBA Europa. Por outra parte, é necessário mencionar que, existe una terceira competição européia (FIBA EuroChallenge -Eurocup FIBA-) não organizada pela ULEB, e que o Real Madrid não disputa por dar  prioridade em disputar uma competição de primeiro nível.
Nota 2: O Torneio Internacional de Clubes da ACB, foi uma competição oficial de carácter internacional onde os campeões continentais se enfrentavam, sendo organizada por uma entidade desportiva espanhola, até o momento, não foi contabilizada pela FIBA entre seus Palmarés.
| Competição Regional          | Títulos    | Organismo | Âmbito    |
| ---------------------------- | ---------- | --------- | --------- |
| Campeonato Copa de Castilla  | 11         | FCB-FEB   | Regional  |
| Torneo Regional-Trofeo Marca | 8          | FCB-FEB   | Regional  |
| Torneo CAM                   | 20         | FBM-ACB   | Regional  |
| Total                        | 39 Títulos | Oficiais  | Regionais |

### Mundiais
- Campeonato Mundial de Basquete: 5 (1976, 1977, 1978, 1981 e 2015)

### Continentais
- Euroliga: 11  (1964, 1965, 1967, 1968, 1974, 1978, 1980, 1995, 2015, 2018, 2023)
- Taça dos Clubes Vencedores de Taças: 4 (1984, 1989, 1992 e 1997)
- Uleb Cup: 1 (2006-07)
- Korać Cup: 1 (1987-88)
- Copa Latina: 1 (1953)
- Torneo Internacional ACB "Memorial Héctor Quiroga" 3 (1984, 1988, 1989).
- Supercopa da Europa: 1 (1989)

#### Outras Competições
- Torneo de Navidad (Trofeo Raimundo Saporta–Memorial Fernando Martín): 26

(1967, 1968, 1969, 1970, 1972, 1973, 1974, 1975, 1976, 1977, 1978, 1980, 1981, 1985, 1986, 1987, 1990, 1991, 1992, 1995, 1996, 1997, 2000, 2003, 2004, 2006)

### Nacionais
- Ligas espanholas: 37

Liga Espanhola de Basquete (1957-1983): 22
(1957, 1958, 1959-60, 1960-61, 1961-62, 1963-64, 1963-64, 1964-65, 1965-66, 1967-68, 1968-69, 1969-70, 1970-71, 1971-72, 1972-73, 1973-74, 1974-75, 1975-76, 1976-77, 1978-79, 1979-80 e 1981-82)
Liga ACB: 15
(1983-84, 1984-85, 1985-86, 1992-93, 1993-94, 1999-00, 2004-05, 2006-07 e 2012-13, 2014-15, 2015-16 2017-18, 2018-19)
- Copa do Rei de Basquete: 29

(1950-51, 1951-52, 1953-54, 1955-56, 1956-57, 1959-60, 1960-61, 1961-62, 1964-65, 1965-66, 1966-67, 1969-70, 1970-71, 1971-72, 1972-73, 1973-74, 1974-75, 1976-77, 1984-85, 1985-86, 1988-89, 1992-93, 2011-12, 2014-15, 2015-16, 2016-17, 2017-18, 2020, 2024)
- Supercopa da Espanha: 6

1985, 2013, 2014, 2015, 2018, 2019

## Ligações Externas
- Sítio Oficial do Real Madrid Baloncesto
- Real Madrid Baloncesto no Facebook
- Real Madrid Baloncesto no Instagram
- Real Madrid Baloncesto no X
- Página do Real Madrid Baloncesto no Sítio da ACB.com
- Página do Real Madrid Baloncesto no Sítio da Euroliga

## Sítios de Torcedores
- Associação de ex-jogadores do Real Madrid Baloncesto
- Defensa Central. A mais importante publicação digital madridista
- Sítio histórico do Basquetebol Madridista
- Los Ojos del Tigre - 1.ª Peña Oficial
- Berserkers BSK RMCF
- Peña Baloncesto 4 Gatos